# Agardhiella parreyssii
Agardhiella parreyssii е вид охлюв от семейство Argnidae. Видът не е застрашен от изчезване.

## Разпространение
Разпространен е в България и Гърция.

## Описание
Популацията на вида е стабилна.